# 喬納森·利普尼基
喬納森·利普尼基（英語：Jonathan Lipnicki，1990年10月22日—）是美國的一位演員。他曾經是一位童星，出演過多部好萊塢電影，包括征服情海等。他是一位猶太人。

## 外部連結
- 喬納森·利普尼基在互联网电影资料库（IMDb）上的資料（英文）
- 官方网站